# La Cardeuse de matelas
La Cardeuse de matelas je francouzský němý film z roku 1906. Režisérem je Georges Méliès (1861–1938). Film trvá zhruba 4 minuty.
Snímek se podobá filmu Le Matelas épileptique od Alice Guy.

## Děj
Film zachycuje tři výrobce matrací, jak si jdou odpočinout od práce do restaurace. Když opustí pracoviště, vleze do rozešité matrace tulák, aby se zahřál. Když se výrobci matrací vrátí do práce, zašijí tuláka do matrace, aniž by si všimli, že tam je. Když se tulák probudí a zjistí, že je zašitý uvnitř matrace, začne pobíhat kolem, čímž vyděsí lidi, které potká.